# Ryllshyttan

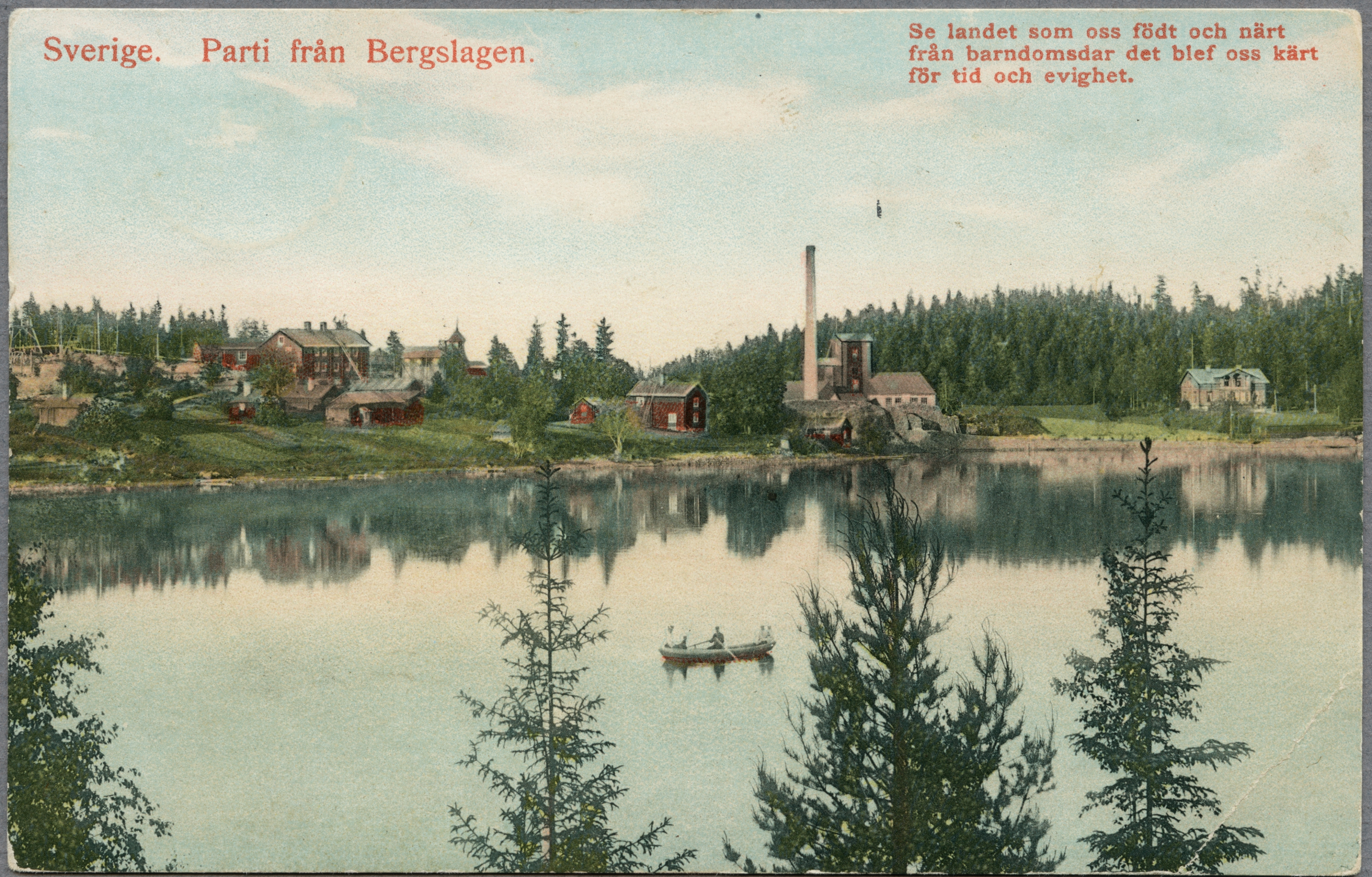
Vy över Ryllshyltan ca 1900-1909

Ryllshyttan ligger i ett område med gruvor sydväst om Garpenberg i Hedemora kommun. Gruvområdet kallas Ryllshyttefältet.
Platsen omnämns redan 1486 när marken skänktes till Gudsberga kloster av Birgitta Sonadotter, änka efter riddare Ingel Jönsson. De första skriftliga beläggen för en silvergruva på platsen är från 1512.
Det har funnits flera gruvor i området. Vid den norra sidan av Ryllshyttesjön låg Kompanigruvan och vid den södra sidan av sjön låg Sjögruvan. Söder om Ryllshyttan låg Stålbo gruva och Torrebergsgruvorna.
En kraftig expansion skedde i slutet av 1800-talet, när Garpenbergs bruks dåvarande ägare Hampus August Cornelius bröt zink och bly i Ryllshyttan. 1897 uppfördes ett anrikningsverk. Ryllshyttan var vid den tiden Sveriges näst största zinkgruva. En linbana uppfördes också för transport av malmen till Persbo, närmare järnvägsstationen i Fors. Det skedde runt 1900. Samtidigt byggdes bostäder till gruvarbetarna och deras familjer.  1908 öppnade Gruvgårdens järnvägsstation vid Garpenbergs Odalfält och en ny linbana byggdes mellan Ryllshyttan och den nya stationen. Gruvverksamheten i Ryllshyttan upphörde 1951.